# Sabit Osman Avcı
Pour les articles homonymes, voir Avcı.
Sabit Osman Avcı né en 1921 à Artvin (Empire Ottoman) et mort le 8 février 2009 à Istanbul (Turquie) est un homme politique turc.
Diplômé de la faculté des forêts d'Université d'Istanbul en 1944. Il travaille comme ingénieur des forêts à la Direction générale des forêts. En 1953, il va aux États-Unis pour faire la recherche. Il est le directeur des forêts à Mersin. Il est député du parti de la justice d'Artvin (1961-1977) et d'Istanbul (1977-1980). Il est ministre des Affaires rurales (1965-1967), des Forêts (1969) et de l'Énergie et des Ressources naturelles (1969-1970) ensuite il est président de l'Assemblée nationale (1970-1973),. Il est président de la fédération de DYP à Izmir (1988-1989).